# Valdeprado
Valdeprado település Spanyolországban, Soria tartományban. Valdeprado Cigudosa, Magaña, Cerbón, Fuentes de Magaña, Valtajeros, San Pedro Manrique és Navajún községekkel határos. Lakosainak száma 8 fő (2024).

## Népesség
A település népessége az elmúlt években az alábbi módon változott:
| Lakosok száma | 20   | 21   | 14   | 13   | 13   | 14   | 9    | 8    | 9    | 8    |
|               | 2001 | 2004 | 2007 | 2009 | 2012 | 2014 | 2017 | 2019 | 2022 | 2024 |